# Hideg nyomon (film)
A Hideg nyomon (eredeti cím: Gone Baby Gone) 2007-ben bemutatott bűnügyi filmdráma, Ben Affleck elsőfilmes rendezése. 
A forgatókönyvet Dennis Lehane azonos című regénye alapján Affleck és Aaron Stockard írta. A főszerepben a rendező öccse, Casey Affleck, illetve Michelle Monaghan látható, mint két magándetektív, akik egy négyéves elrabolt kislány után nyomoznak Boston Dorchester körzetében. További fontosabb szerepekben Morgan Freeman, Ed Harris és Amy Ryan tűnik fel. Patrick Kenzie szerepére Chris Evans is jelölt volt.
Bemutatója 2007. október 19-én volt Észak-Amerikában. Magyarországon 2008. január 10-én került mozikba a Fórum Hungary forgalmazásában. A film bevételi és kritikai szempontból is jól teljesített. 19 millió dolláros költségvetés mellett világszerte 34 millió dolláros bevételt ért el. A rendező, valamint a mellékszereplő Amy Ryan is kedvező kritikákat kapott, utóbbi – egyéb díjak és jelölések mellett – a legjobb női mellékszereplőnek járó Oscarra is jelölték.

## Összefoglaló
Bostonban eltűnik a négyéves Amanda McCready. A kislány elkeseredett rokonai két magánnyomozóhoz, Patrick Kenzie-hez és Angie Gennaróhoz fordulnak segítségért.

## Cselekmény
Boston Dorchester városrészében Patrick Kenzie magánnyomozó, valamint munkatársa és barátnője, Angie Gennaro egy riportműsorban látja Helene McCready nagy médiafigyelmet kiváltó, szívszorító ügyét: az édesanya, Helen könyörögve kéri Amanda nevű kislányának elrablóját, hozza vissza a négyéves kislányt és annak kedvenc babáját, Mirabelle-t. Amanda nagynénje, Bea, valamint Lionel, a kislány nagybátyja és Helene testvére felbéreli Kenziéket, derítsék ki az ügyet és találják meg épségben Amandát. 
Alvilági kapcsolatait latba vetve Patrick kideríti, hogy Helene és barátja, Ray drogfüggők és drogfutárként dolgoznak a helyi drogbárónak, Cheese-nek, továbbá nemrégiben 130 ezer dollárt loptak el munkaadójuktól. Ramy Bressant és Nick Poole rendőrök csatlakoznak a magánnyomozókhoz és együtt rátalálnak a Cheese emberei által megkínzott és megölt Ray holttestére, amiből arra következtetnek, Cheese állhat a gyermekrablás mögött. Helene megmutatja nekik az általa korábban elásott lopott pénz helyét és könnyek közt megfogadtatja Patrickkal: élve hazahozza kislányát.
Patrick találkozik a drogbáróval és felajánlja a pénzt Amandáért cserébe, de Cheese tagadja, hogy köze lenne az ügyhöz. Másnap Jack Doyle százados egy telefonhívás átiratát mutatja meg Patricknak, melyben Cheese mégis cserét akar lebonyolítani a rendőrséggel. A találkozóra egy közeli bányában kerül sor, de lövöldözés tör ki és úgy tűnik, Amanda a bányatóba zuhant. Angie csupán a lány babáját találja meg és az ügyet lezárják, feltételezve a legrosszabbat, a kislány halálát. Doyle, akinek lányát évekkel korábban gyilkolták meg, a korai nyugdíjba vonulás mellett dönt, önmagát okolva Amanda tragédiájáért. 
Két hónappal később egy hétéves kisfiú is eltűnik, Patrick információi szerint egy Corwin Earle nevű gyermekmolesztáló rabolta el. A nyomozó bejut a házba, ahol Corwin egy kokainfüggő házaspárral él együtt és bizonyítékot talál a fiú jelenlétére. Éjszaka Remyvel és Nickkel térnek vissza, ám a feleség agyonlövi férjét és halálosan megsebesíti Nicket. Patrick a házban rátalál a fiú holttestére, ezért kivégzi Corwint, míg a nővel Remy végez. A következő este a részeg Remy igyekszik enyhíteni Patrick bűntudatán és elmeséli neki, hogyan helyezett el pár éve Ray segítségével hamis bizonyítékokat egy erőszakos férj lakásában, megszabadítva tőle bántalmazott családtagjait. Patrick rádöbben: Remy korábban letagadta, hogy ismerné Rayt. 
Nick temetése után Patrick elmeséli egy Devin nevű rendőrnek Remy hazugságát. Devin szerint Remy és Doyle már azelőtt tudott a lopott pénzről, hogy Cheese egyáltalán észrevette volna annak hiányát. Patrick találkozót csikar ki Lionelből egy bárban és összerakja a hiányzó részleteket: Lionel és Remy megrendezték a gyermekrablást, így szerezve meg Cheese pénzét és móresre tanítva a lányát elhanyagoló Helene-t. Remy maszkban, önmagát rablónak kiadva belép a bárba, Patrick felismeri, hogy a rendőr a gyilkosságot fegyveres rablásnak álcázva végezni akar velük, ezért hangosan kiabálni kezd, leleplezve Remy felelősségét Amanda elrablásában. A pultos hátbalövi Remyt, aki elmenekül és egy közeli háztetőn belehal sérüléseibe.
A rendőrség kihallgatja Patrickot és a magánnyomozó rájön, Doyle is benne volt az ügyben – a rendőrök ugyanis nem használnak átiratokat telefonhívások esetén. Doyle otthonába érkezve Patrick és Angie meglátja az életben lévő és sértetlen Amandát. Doyle beismeri, hogy Remyék bűntársa volt, Cheese-zel a korábbi, látszólag lövöldözéssé fajuló csere is megrendezett volt csupán. Patrick a rendőrség értesítésével fenyegeti meg a nyugdíjas századost, Doyle szerint viszont a kislánynak jobb élete lesz vele, mint Helene-nel. Angie könnyek közt szintén arra biztatja Patrickot, engedje a kislányt Doyle-ékkal maradni és figyelmezteti barátját: gyűlölni fogja őt, ha visszaküldi Amandát korábbi otthonába. Patrick mégis hívja a rendőröket, mivel ígéretet tett Helene-nek és szerinte a lánynak az édesanyja mellett a helye, függetlenül Helene szülői alkalmatlanságától. Doyle-t és Lionelt letartóztatják, Patrick és Angie szakítanak.
Patrick később meglátogatja a randira készülő Helene-t. Miután az anya nem szerzett időben bébiszittert lánya mellé, a magánnyomozó önként elvállalja Amanda felügyeletét. Helene távozása után Patrick Mirabelle-ről, a kislány babájáról kérdezgeti Amandát. Amanda közli vele, a baba neve Anabelle. Patrick rádöbben, Helene még a saját lánya kedvenc játékának nevét sem tudta korábban.

## Szereplők
| Színész             | Szerep                  | Magyar hang         |
| ------------------- | ----------------------- | ------------------- |
| Casey Affleck       | Patrick Kenzie          | Bartucz Attila      |
| Michelle Monaghan   | Angie Gennaro           | Németh Borbála      |
| Morgan Freeman      | Jack Doyle százados     | Kristóf Tibor       |
| Ed Harris           | Remy Bressant nyomozó   | Epres Attila        |
| John Ashton         | Nick Poole nyomozó      | Barbinek Péter      |
| Amy Ryan            | Helene McCready         | Kovács Nóra         |
| Madeline O'Brien    | Amanda McCready         | Talmács Márta       |
| Amy Madigan         | Beatrice "Bea" McCready | Molnár Zsuzsa       |
| Titus Welliver      | Lionel McCready         | Juhász György       |
| Slaine              | Bubba Rogowski          | Háda János          |
| Edi Gathegi         | Cheese                  | Galambos Péter      |
| Matthew Maher       | Corwin Earle            | Papucsek Vilmos     |
| Mark Margolis       | Leon Trett              | Várday Zoltán       |
| Michael K. Williams | Devin Amronklin         | Barabás Kiss Zoltán |
| Jill Quigg          | Dottie                  | Tóth Szilvia        |

## Bemutató
Az Egyesült Királyságban 2007. december 28-ára volt kitűzve a premier, azonban a film tartalma és Madeleine McCann eltűnése közötti hasonlóságok miatt egy későbbi időpontra, 2008. június 6-ára halasztották.

## Fogadtatás

### Kritikai visszhang
A film szinte egyöntetűen pozitív visszajelzéseket kapott, a Rotten Tomatoes oldalán a kritikusok 93%-a találta jónak.
Az egyik neves újságíró, Peter Travers a Rolling Stone-tól azt írta, „Mindkét Affleck-fivér diadalt arat ebben a megbabonázó thrillerben”, míg a New York Post szerint a film egy „csavaros, moralitásában homályba burkolózó, kielégítő neo-noir.” Bírálat abban nyilvánult meg a film felé, hogy túlzásba esik „Boston hitvány tündöklésének megjelenítésére” tett, egyébként dicséretes kísérletben. „Az eredmény nem sokkal több, mint amit az Aljas utcák tett New Yorkkal, vagy a Gyilkos túra az Appalache vidékével” – vélte a Slate munkatársa.

### Fontosabb díjak és jelölések
Oscar-díj (2008)
- jelölés: legjobb női mellékszereplő – Amy Ryan

Golden Globe-díj (2008)
- jelölés: legjobb női mellékszereplő – Amy Ryan

A film 16 díjat nyert el különböző kritikusi és szakmai szervezetektől.

## Fordítás
- Ez a szócikk részben vagy egészben  a   Gone Baby Gone című angol Wikipédia-szócikk fordításán alapul.  Az eredeti cikk szerkesztőit annak laptörténete sorolja fel. Ez a jelzés csupán a megfogalmazás eredetét és a szerzői jogokat jelzi, nem szolgál a cikkben szereplő információk forrásmegjelöléseként.